# 風色日向
風色日向（日语：／，6月23日—），寶塚歌劇團宙組男役，暱稱、，東京都練馬區人，畢業於練馬區立開進第四中學校，身高175公分。

## 簡介
- 2014年，考進寶塚音樂學校。2016年進入寶塚歌劇團[2]，102期生。同期生有舞空瞳(前星組主演娘役)、潤花(前宙組主演娘役)、春乃さくら(現宙組主演娘役)、彩海せら(現月組男役)、天飛華音(現星組男役)，初次登台表演是星組公演『こうもり(蝙蝠)』/『THE ENTERTAINER!』[3]。之後被分到宙組。
- 2019年第一次擔任新人公演主角，劇目是『El Japón（エル ハポン）-イスパニアのサムライ-(El Japón─西班牙的武士─)』[4]，2022年『NEVER SAY GOODBYE(NEVER SAY GOODBYE─某段愛情的軌跡─)』再次擔任新人公演主角[5]。
- 2021年，被選為『大金工業』冷氣機「うるさらＸ」的廣告代言人之一。[6]
- 2024年，初次擔任寶塚Bow Hall公演主角的『MY BLUE HEAVEN －わたしのあおぞら－(MY BLUE HEAVEN－我的藍色天堂)』因故取消，順延至10月。[7]

## 寶塚歌劇團時期

### 初舞台
- 2016年3-4月 寶塚大劇場星組公演『こうもり(蝙蝠)』『THE ENTERTAINER!』[8]

### 宙組時期
- 2016年7-10月 『エリザベート-愛と死の輪舞（ロンド）-(伊麗莎白-愛與死的輪舞)』[9]
- 2017年2-4月『王妃の館-Château de la Reine-(王妃的宅邸－Château de la Reine－，改編淺田次郎原作小說)』『VIVA! FESTA!』[10]
- 2017年6月 寶塚Bow Hall『パーシャルタイムトラベル 時空の果てに(時間旅行 到時間和空間盡頭)』飾演:街の男(街道上的人)/中世の男(中世紀的人)[11]
- 2017年8-11月『神々の土地(諸神的土地～羅曼諾夫王朝的黃昏～)』新人公演 飾演:ロマン・ポチョムキン(羅曼・波坦金)(正式公演:瑠風輝)『クラシカル ビジュー(經典寶石)』[12]
- 2018年3-6月 『天（そら）は赤い河のほとり(闇河魅影)』飾演:ジュダ・ハスパスルピ(修達王子)/ユルドゥズ(耶爾德兹) 新人公演:シュバス(施瓦茨)(正式公演:瑠風輝)『シトラスの風-Sunrise-(柑橘之風－Sunrise－)』[13]
- 2018年10-12月『白鷺（しらさぎ）の城（しろ）(白鷺城)』『異人たちのルネサンス(異人們的文藝復興)』新人公演 飾演:枢機卿(樞機主教)(正式公演:実羚淳)[14]
- 2019年2-3月 梅田藝術劇場、日本青年館『群盗-Die Räuber-(群盜-劫匪,改編弗里德里希·席勒原作劇本「強盜」)』飾演:コジンスキー(科辛斯基)/監督員[15]
- 2019年4-7月 『オーシャンズ11(瞞天過海)』新人公演 飾演:ライナス・コールドウェル(萊納斯·卡德威爾)(正式公演:和希そら)[16]
- 2019年8-9月 『追憶のバルセロナ(追憶的巴塞隆納)』飾演:ロベール(羅伯特)『NICE GUY!!(好傢伙!!)』※全國巡迴公演[17]
- 2019年11月-2020年2月 『El Japón（エル ハポン）-イスパニアのサムライ-(El Japón─西班牙的武士─)』飾演:吉内 新人公演 飾演:蒲田治道(正式公演:真風涼帆)『aquavitae!!(生命之泉!!)』[18][19][20]＊第一次擔任新人公演主角
- 2020年8月 梅田藝術劇場 『壮麗帝』飾演:奴隷商人/ムスタファ(穆斯塔法)[21]
- 2021年6-9月 『シャーロック・ホームズ-The Game Is Afoot!-(夏洛克·福爾摩斯－The Game Is Afoot!－)』飾演:マクファースン(麥克富森)/ボヘミア王(波希米亞國王)新人公演 飾演:J・モリアーティ大佐(J・莫里亞蒂上校)(正式公演:紫藤りゅう) 『Délicieux（デリシュー）!-甘美なる巴里-(Délicieux！－甜美的巴黎－)』[22]
- 2021年11-12月 梅田藝術劇場、東京建物 Brillia HALL『プロミセス、プロミセス(承諾，承諾)』飾演:エディ(艾迪)[23]
- 2022年2-3月 寶塚大劇場 『NEVER SAY GOODBYE(NEVER SAY GOODBYE─某段愛情的軌跡─)』飾演:ハンス(漢斯)[24]
- 2022年4-5月 東京寶塚劇場 『NEVER SAY GOODBYE(NEVER SAY GOODBYE─某段愛情的軌跡─)』飾演:ハンス(漢斯) 新人公演 飾演:ジョルジュ・マルロー(喬治‧馬洛)(正式公演:真風涼帆)[24][25]＊擔任新人公演主角
- 2022年6-7月 梅田藝術劇場、東京建物 Brillia HALL『カルト・ワイン(葡萄酒詐騙)』飾演:オークショニア(拍賣師)[26]
- 2022年8-11月 『HiGH&LOW ─THE PREQUEL─』飾演:KOO 新人公演 飾演:ROCKY(正式公演:芹香斗亞)『Capricciosa（カプリチョーザ）(卡布里喬沙)!!』[27][28]
- 2023年3-6月 『カジノ・ロワイヤル〜我が名はボンド〜(皇家賭場～我的名字是龐德)』飾演:グレゴリー(葛雷哥萊)[29]
- 2023年7-8月 梅田藝術劇場、KAAT神奈川藝術劇場 『大逆轉裁判』飾演:亞雙義一真[30][31]
- 2023年9月29-30日 寶塚大劇場『パガド(帕加德～世紀魔術師卡廖斯特羅～)』飾演:シャンボール(尚博爾)『Sky Fantasy!(天空幻想)』[32][33]※因為宙組組員自殺事件，公演中止
- 2024年6-8月 『Le Grand Escalier　－ル・グラン・エスカリエ－(大階段)』※特別公演
- 2024年10月 寶塚Bow Hall 『MY BLUE HEAVEN －わたしのあおぞら－(我的藍色天堂)』飾演:天地樂＊第一次擔任Bow Hall公演主角
- 2024年10-11月 『大海賊』『Heat on Beat! －Evolution－』※全國巡迴公演
- 2025年1-4月 『宝塚110年の恋のうた(寶塚110年情歌)』『Razzle Dazzle（ラズル ダズル）(拉茲爾 達茲爾)』飾演:オリバー(奧利佛)
- 2025年6-7月 『ZORRO THE MUSICAL(蒙面俠蘇洛)』』飾演:ガルシア(賈西亞)
- 2025年9月-2026年1月 『PRINCE OF LEGEND(傳奇王子，改編TEAM HI-AX原作系列) 』飾演:結城理一『BAYSIDE STAR(港灣之星)』

### 其他寶塚相關表演活動
- 2017年12月 梅田藝術劇場 タカラヅカスペシャル2017『ジュテーム・レビュー-モン・パリ誕生90周年-』(2017年 Takarazuka special「je t'aime回顧-Mon Paris誕生90周年」)
- 2018年7月 ホテル阪急インターナショナル(阪急國際飯店)『宝塚巴里祭2018』(2019年寶塚巴黎祭)
- 2023年1月 宝塚ホテル(寶塚飯店 芹香斗亜ディナーショー『KISS-kiki sing&swing-』(芹香斗亞晚餐秀「KISS-kiki sing&swing-」)

## 外部連結
- 寶塚官網風色日向介紹畫面 （页面存档备份，存于）
- 大金企業官網『うるさらＸ』廣告簡介畫面 （页面存档备份，存于）
- 東京都會電視台網站風色日向簡介宝塚カフェブレイク登場人物風色日向，存档于Archive.today（存檔日期 20250422）